# Pacific Affairs
Pacific Affairs – kanadyjskie czasopismo naukowe poświęcone stosunkom międzynarodowym i szeroko rozumianej polityce na obszarze Azji i Pacyfiku. Ukazuje się od 1927 roku, obecnie jako kwartalnik. Każdy numer zawiera średnio cztery artykuły naukowe i ok. 50 recenzji książek. Redaktorem naczelnym jest Timothy Cheek, wydawcą Uniwersytet Kolumbii Brytyjskiej w Vancouver, zaś w skład Rady Programowej wchodzą badacze z uniwersytetów z całego świata.